# Amt Büchertal
Das Amt Büchertal (auch Amt Bücherthal) war im Mittelalter und in der frühen Neuzeit ein Amt in der südlichen Wetterau und zentraler Bestandteil der Grafschaft Hanau-Münzenberg.

## Funktion
In der Frühen Neuzeit waren Ämter eine Ebene zwischen den Gemeinden und der Landesherrschaft. Die Funktionen von Verwaltung und Rechtsprechung waren hier nicht getrennt. Dem Amt stand ein Amtmann vor, der von der Landesherrschaft eingesetzt wurde. 

## Lage
Im Süden wurde es überwiegend durch den Main begrenzt, im Osten durch Hanau und das Amt Windecken. Im Norden reichte es in die Wetterau und grenzte an Solmser und Isenburger Gebiete. Im Westen grenzte es an das ebenfalls hanauische Amt Bornheimerberg.

## Name
Namensgebend waren die drei zentralen Dörfer Wachenbuchen, Mittelbuchen und Lützelbuchen – letzteres ist heute eine Wüstung.

## Geschichte
Das Amt war allodialer Besitz der Herren und Grafen von Hanau, die es im 13. Jahrhundert von den Herren von Dorfelden übernommen und geerbt hatten. Es bildete zusammen mit der Stadt Hanau den Kern der Grafschaft Hanau-Münzenberg. Nach dem Tod des letzten Hanauer Grafen, Johann Reinhard III., erbte 1736 Landgraf Friedrich von Hessen-Kassel die Grafschaft Hanau-Münzenberg und damit auch das Amt Büchertal, trat die Grafschaft aber sofort an seinen jüngeren Bruder, Wilhelm VIII., ab, da er selbst König von Schweden war und sich damit dauerhaft außer Landes aufhielt. Durch die besonderen Verhältnisse in der Familie der Landgrafen von Hessen-Kassel wurde die Grafschaft Hanau-Münzenberg über ein halbes Jahrhundert weiter wie eine Sekundogenitur für jüngere Prinzen der Landgrafschaft behandelt, zunächst für Wilhelm VIII. und ab 1760 für Erbprinz Wilhelm (IX.). Erst ab 1786, als Landgraf Wilhelm IX. auch die Landgrafschaft erbte, wurde die Grafschaft Hanau-Münzenberg enger an die Landgrafschaft herangeführt.
1803 wurde die Landgrafschaft Hessen-Kassel zum Kurfürstentum Hessen erhoben. Während der napoleonischen Zeit stand das Amt Büchertal ab 1806 unter französischer Militärverwaltung, gehörte 1807–1810 zum Fürstentum Hanau, und dann von 1810 bis 1813 zum Großherzogtum Frankfurt, Departement Hanau. Anschließend fiel es wieder an das Kurfürstentum Hessen zurück. Nach der Verwaltungsreform des Kurfürstentums Hessen von 1821, im Rahmen derer Kurhessen in vier Provinzen und 22 Kreise eingeteilt wurde, ging das Amt Büchertal im neu gebildeten Kreis Hanau auf. Es hatte damals 5.810 Einwohner.

## Umfang

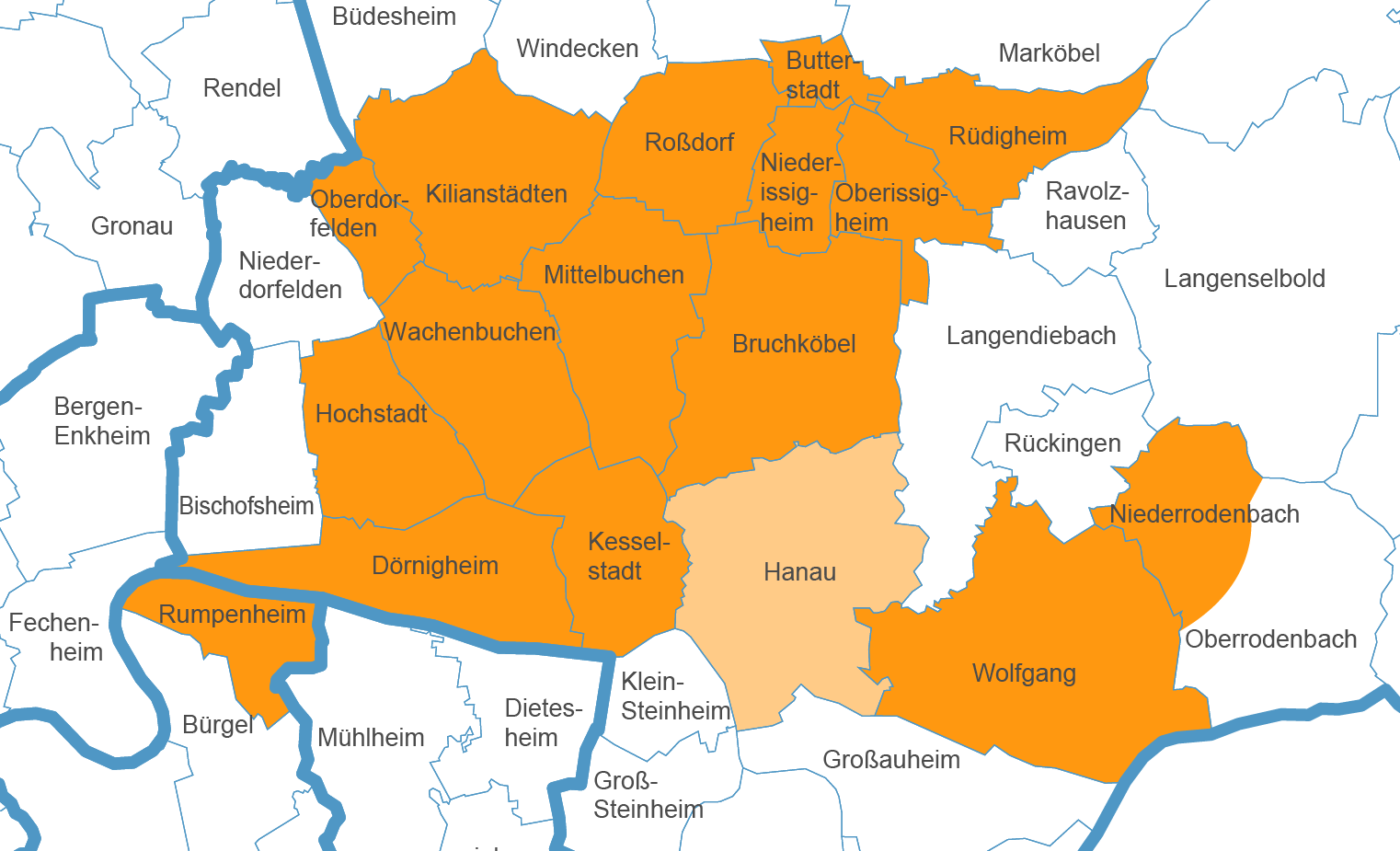
Gebietsstand vor 1816

Zum Amt Büchertal gehörten die Dörfer und Höfe:
- Bruchköbel
- Butterstädter Hof
- Dörnigheim, hier war die Vogtei allerdings seit 1333 ein Lehen der Propstei St. Jakobsberg, Mainz
- Frondorf (Wüstung)
- Groschlag (Wüstung)
- Großauheim (ab 1816)[1]
- Großkrotzenburg (ab 1816)[1]
- Hochstadt
- Hof Trages
- Kesselstadt
- Kilianstädten
- Kinzdorf (Wüstung)
- Kinzigheimer Hof (Wüstung)
- Lützelbuchen (Wüstung) (Niederbuchen)
- Mittelbuchen
- Mühlrode (Wüstung)
- Neuhof
- Niederissigheim
- Niederrodenbach
- Oberdorfelden
- Oberissigheim
- Oberrodenbach (ab 1816)[1]
- Roßdorf
- Rüdigheim
- Rumpenheim war ein Lehen des Erzbischofs von Mainz
- Wachenbuchen
- Weldrichhusen (Wüstung)
- Wikramshusen (Wüstung)

## Verwaltungssitz
Der zuständige Amtmann des Bücherthals war gleichzeitig Schultheiß der Altstadt Hanau. Dies ergab sich vermutlich aus der Tatsache, dass die Stadt Hanau auf dem Gebiet des späteren Amtes – gleichzeitig Kerngebiet der frühen Herrschaft Hanau – gegründet wurde. Diese Verwaltungsstruktur blieb über das Ende des Alten Reiches bis zur Vereinigung der beiden Städte Alt- und Neu-Hanau 1821 gültig, als die Schultheißenämter beider Städte aufgehoben und durch einen gemeinsamen Bürgermeister ersetzt wurden. Als Sitz der Verwaltung diente seit dessen Errichtung 1724/25 das am Johanneskirchplatz am Rande der Altstadt gelegene Bücherthaler Amtshaus.
Nach 1821 beherbergte der langgestreckte Fachwerkbau das Kreisamt und die reitende Gendarmerie. 1842 erwarb es die Johanneskirchengemeinde und riss es teilweise ab zum Neubau einer Kirchendienerwohnung. Dieses Gebäude trug den bezeichnenden Namen Zum Landsäckel und wurde nach der Zerstörung Hanaus im Zweiten Weltkrieg nicht wieder aufgebaut.